# Kacper Duda
Kacper Duda, né le 1er janvier 2004 à Lędziny en Pologne, est un footballeur polonais qui évolue au poste de milieu défensif au Wisła Cracovie.

## Biographie

### En club
Né à Lędziny en Pologne, Kacper Duda commence le football au Gol Bieruń, puis il est formé au GKS Tychy avant de rejoindre le Wisła Cracovie, où il poursuit sa formation. 
Il commence toutefois sa carrière au Garbarnia Cracovie, où il est prêté en 2021-2022 et joue son premier match en professionnel le 15 septembre 2021, lors d'une rencontre de championnat face au Hutnik Cracovie. Il entre en jeu et son équipe l'emporte par trois buts à zéro.
Il fait ensuite son retour au Wisła Cracovie. Il s'impose comme un titulaire régulier de l'équipe première et le 18 octobre 2022 il prolonge son contrat avec le club jusqu'en juin 2025, avec une saison supplémentaire en option.
Le 2 mai 2024, Duda est titularisé lors de la finale de la Coupe de Pologne face au Pogoń Szczecin. Son équipe s'impose par deux buts à un après prolongations et il remporte ainsi le premier trophée de sa carrière,.

### En sélection
Kacper Duda représente l'équipe de Pologne des moins de 16 ans. Au total il joue cinq matchs entre 2019 et 2020 avec cette sélection.

## Palmarès
Wisła Cracovie
- Coupe de Pologne (1) :
  - Vainqueur : 2023-2024.